# Злочиначки умови (1. сезона)
Злочиначки умови (engl. Criminal Minds) је америчка криминалистичка драмска телевизијска серија која прати рад Јединице за анализу понашања (ЈАП-а) (engl. Behavioral Analysis Unit - BAU) чије је седиште у Квантику у Вирџинији. Серија се разликује од других серија те врсте по томе што се више усредсређује на злочинца него на сам злочин. Серију је продуцирала продукција The Mark Gordon Company у сарадњи са телевизијским студијима CBS и ABC. Серија је првобитно названа Квантико, а пробна епизода је снимљена у Ванкуверу.

## Опис
Прва сезона серије Злочиначки умови емитовала се на CBS-у од 22. септембра 2005. до 10. маја 2006. године. Главне улоге чинили су Менди Патинкин, Томас Гибсон, Лола Глаудини, Шемар Мур, Метју Греј Габлер и од друге епизоде А.Џ. Кук.

## Улоге

### Главне
- Менди Патинкин кao Џејсон Гидеон
- Томас Гибсон кao Арон Хочнер
- Лола Глаудини кao Ел Гринавеј
- Шемар Мур кao Дерек Морган
- Метју Греј Габлер кao Спенсер Рид
- А.Џ. Кук кao Џенифер Џаро (епизоде 2−22)

### Епизодне
- Кирстен Вангснес кao Пенелопи Гарсија (епизоде 1−4, 6−22)

## Епизоде
| Бр. еп. (укупно) | Бр. еп. (у сезони) | Наслов                      | Редитељ             | Сценариста                   | Премијера           | Прод. код | Гледаност у САД-у (милиони) |
| --- | ------------------ | --------------------------- | ------------------- | ---------------------------- | ------------------- | --------- | --------------------------- |
| 1 | 1                  | "Изузетни агресор (1. део)" | Ричард Шепард       | Џеф Дејвис                   | 22. септембар 2005. | 101       | 19.57                       |
| Када је жена из Сијетла у Вашингтону нестала, а власти повезале њен нестанак са три нерешена убиства, Јединица за анализу понашања ФБИ-ја креће у хапшење убице и спасавање његове најновије жртве. Шеф јединице Арон Хочнер је задужен да утврди да ли је ветеран профилиста Џејсон Гидеон, који је позван са медицинског одсуства због овог случаја, способан да се трајно врати на дужност. |                    |                             |                     |                              |                     |           |                             |
| 2 | 2                  | "Принуда (2. део)"          | ЧАрлс Хејд          | Џеф Дејвис                   | 28. септембар 2005. | 102       | 10.57                       |
| Када је студент из Темпија у Аризони погинуо у последњем у низу пожара, Јединица покушава да размишља ван оквира док жонглира профилисањем серијског паликуће који је постао серијски убица и спречавањем да запали још један пожар. Гидеон се опоравља од искуства блиске смрти, а екипа дочекује стручњакињу за сексуалне злочине Ел Гринавеј.                                               |                    |                             |                     |                              |                     |           |                             |
| 3 | 3                  | "Неће ме поново преварити"  | Кевин Бреј          | Арон Зелман                  | 5. октобар 2005.    | 103       | 11.98                       |
| Када су два праска одјекнула кроз насеље Палмина плажа на Флориди, Јединица за борбу против бомбаша покушава да пронађе бомбаша који намерно опонаша начин рада затвореног масовног убице Адријана Бејла, а Гидеон је приморан да поново проживи сећања на догађаје који су окруживали његов сусрет са Бејлом и накнадни нервни слом.                                                          |                    |                             |                     |                              |                     |           |                             |
| 4 | 4                  | "У сред бела дана"          | Мет Ерл Бизли       | Едвард Ален Бернеро          | 12. октобар 2005.   | 104       | 13.76                       |
| Када је шест жена из Сан Дијега у Калифорнији силовано, убијено и остављено са отвореним очима, ЈАП креће да истражи профил убице који избегава власти нападајући усред бела дана и стапајући се са људима које циља. |                    |                             |                     |                              |                     |           |                             |
| 5 | 5                  | "Сломљено огледало"         | Гај Норман Би       | Џудит Мекрери                | 19. октобар 2005.   | 105       | 12.79                       |
| Када је ћерка помоћника државног тужиоца отета док је напуштала забаву, ЈАП покушава да заштити сестру близнакињу жртве, открије мотив отмице и утврди да ли је отмичар један од њих. |                    |                             |                     |                              |                     |           |                             |
| 6 | 6                  | "С.У.Н.Д"                   | Ернест Дикерсон     | Ендру Вајлдер                | 2. новембар 2005.   | 106       | 16.22                       |
| Када је снајпериста несмртоносно упуцао шесторо цивила из Дес Плејнса у Илиноису и ненамерно убио једног, Јединица за анализу понашања (ЈАП) сарађује са месним властима како би га спречила да изврши још један напад. Рид је приморан да ради без оружја пошто није положио испит за квалификацију за ватрено оружје.                                                                        |                    |                             |                     |                              |                     |           |                             |
| 7 | 7                  | "Лисац"                     | Гај Норман Би       | Сајмон Мајрен                | 9. новембар 2005.   | 107       | 15.09                       |
| Када су две породице које живе у две различите државе пронађене мртве неколико дана пошто је требало да оду на одмор, ЈАП креће да истражи профил уништитеља породица који себе види као савршену очинску фигуру и посвећен је кажњавању онога што сматра дисфункционалним породицама. |                    |                             |                     |                              |                     |           |                             |
| 8 | 8                  | "Рођени убица"              | Питер Елис          | Дебра Џ. Фишер и Ерика Месер | 16. новембар 2005.  | 109       | 14.36                       |
| Када је агент за тајне задатке нестао исте ноћи када је породица из Балтимора у Мериленду пронађена мртва на два одвојена места, ЈАП сарађује са Јединицом за организовани криминал како би ухапсио убицу одговорног за преко стотину убистава. |                    |                             |                     |                              |                     |           |                             |
| 9 | 9                  | "Избачен из колосека"       | Феликс Алкала       | Џеф Дејвис                   | 23. новембар 2005.  | 108       | 12.83                       |
| Физичар са шизофренијом доживљава нервни слом и држи Ел и још четири цивила као таоце у путничком возу на путу за Далас у Тексасу. Рид и ЈАП покушавају да успоставе поверење са стрелцем и спрече жртве тако што се слажу са човековим халуцинацијама. |                    |                             |                     |                              |                     |           |                             |
| 10 | 10                 | "Популарна деца"            | Енди Волк           | Едвард Ален Бернеро          | 30. новембар 2005.  | 110       | 15.56                       |
| Када је тело средњошколца пронађено у близини планине Масанутен, а његова девојка је пријављена као нестала, ЈАП покушава да утврди да ли је злочине починила сатанистичка секта. Рид се поверава својим колегама о својој борби са низом понављајућих кошмара. |                    |                             |                     |                              |                     |           |                             |
| 11 | 11                 | "Крволочан"                 | Чарлс Хејд          | Ед Напије                    | 14. децембар 2005.  | 111       | 15.23                       |
| Када су се у Тенесију догодила два наизглед неповезана убиства, ЈАП покреће потрагу за људождерски опседнутим младићем из комшилука. Пошто је повредио ногу у (како каже екипи) несрећи приликом скакања падобраном, Гидеон је приморан да ради на даљину из Квантика, упадајући у Гарсијин простор и доводећи је до лудила.                                                                   |                    |                             |                     |                              |                     |           |                             |
| 12 | 12                 | "Какав свежи пакао?"        | Адам Дејвидсон      | Џудит Мекрери                | 11. јануар 2006.    | 112       | 15.92                       |
| Када је једанаестогодишња девојчица отета усред бела дана у парку заједнице у Вилмингтону у Делаверу, Јединица за анализу понашања (ЈАП) сарађује са месним властима како би утврдила да ли је њен отац одговоран. |                    |                             |                     |                              |                     |           |                             |
| 13 | 13                 | "Отров"                     | Томас Џ. Рајт       | Арон Зелман                  | 18. јануар 2006.    | 113       | 14.10                       |
| Када је осморо становника Бичвуда у Новом Џерзију отровано комбинацијом ЛСД-а и рохипнола, ЈАП жонглира са идентификацијом тровача и спречавањем инцидента већих размера. |                    |                             |                     |                              |                     |           |                             |
| 14 | 14                 | "Јахање муња"               | Крис Лонг           | Сајмон Мајрен                | 25. јануар 2006.    | 114       | 14.65                       |
| У смртној ћелији, само неколико сати пре погубљења, екипа испитује мужа и жену, серијске убице одговорне за убиства преко осамнаест тинејџерки са Флориде. Гидеон сумња да је жена невина и креће да докаже своју теорију пре него што време истекне. |                    |                             |                     |                              |                     |           |                             |
| 15 | 15                 | "Незавршени посао"          | Џ. Милер Тобин      | Дебра Џ. Фишер и Ерика Месер | 1. март 2006.       | 115       | 11.72                       |
| Озлоглашени серијски убица из Филаделфије у Пенсилванији наизглед се поново појављује након осамнаестогодишњег одсуства, али са другачијим методама и старијим жртвама и шаље провокативно писмо профилисти ФБИ-ја у пензији Максу Рајану. Јединица за анализу понашања (ЈАП) се мучи да утврди да ли је у питању имитатор или је убица наставио свој убилачки поход.                          |                    |                             |                     |                              |                     |           |                             |
| 16 | 16                 | "Племе"                     | Мет Ерл Бизли       | Ендру Вајлдер                | 8. март 2006.       | 116       | 15.27                       |
| Када је петоро студената из Новог Мексика мучено, осакаћено и побијено, ЈАП утврђује да је злочин био чопорно убиство од стране расистичке секте типа породице Менсон, опседнуте претварањем да су Индијанци. Хоч пролази кроз напет поновни сусрет са својим отуђеним братом Шоном. |                    |                             |                     |                              |                     |           |                             |
| 17 | 17                 | "Права киша"                | Глорија Муцио       | Крис Манди                   | 22. март 2006.      | 117       | 12.10                       |
| Када су три особе побијене из ватреног оружја у Њујорку, ЈАП креће у проналажење осветника одлучног да се освети злочинцима који су се извукли са својим злочинима. |                    |                             |                     |                              |                     |           |                             |
| 18 | 18                 | "Неко гледа"                | Пол Шапиро          | Ед Напије                    | 29. март 2006.      | 118       | 12.54                       |
| Док су водили семинар о профилисању у Лос Анђелесу у Калифорнији, Гидеон и Рид крећу у идентификацију убилачког прогонитеља опседнутог телевизијском звездом Лилом Арчер, али Лилина све већа привлачност према Риду прети да угрози истрагу. |                    |                             |                     |                              |                     |           |                             |
| 19 | 19                 | "Мачизам"                   | Гај Норман Би       | Aрон Зелман                  | 12. април 2006.     | 119       | 11.76                       |
| Када је тринаест старијих жена сексуално нападнуто и побијено у Мексику, Јединица за анализу понашања (ЈАП) се суочава са отпором месних власти док покушава да открије починиоца. Хоч жонглира својим обавезама на послу и обавезама код куће. |                    |                             |                     |                              |                     |           |                             |
| 20 | 20                 | "Чари и харм"               | Феликс Алкала       | Дебра Џ. Фишер и Ерика Месер | 19. април 2006.     | 120       | 13.53                       |
| Када је пет младих жена отето, мучено и удављено у хотелским кадама широм Југа, ЈАП креће у хапшење серијског убице који мења свој изглед како би избегао хапшење. |                    |                             |                     |                              |                     |           |                             |
| 21 | 21                 | "Тајне и лажи"              | Мет Ерл Бизли       | Сајмон Мајрен                | 3. мај 2006.        | 121       | 12.17                       |
| Када је агенткиња ЦИА-е на тајном задатку мучена до смрти пошто је помогла доушници да се сакрије од физички насилног, али моћног мужа, Јединица за анализу понашања (ЈАП) испитује четири агента за борбу против тероризма повезана са њеним случајем у покушају да разоткрије издајника. |                    |                             |                     |                              |                     |           |                             |
| 22 | 22                 | "Краљ рибар (1. део)"       | Едвард Ален Бернеро | Едвард Ален Бернеро          | 10. мај 2006.       | 122       | 12.67                       |
| Када је сваки члан ЈАП-а појединачно примио тајанствену поруку док је био на одмору који је прописао Биро, екипа сумња да су постали пијуни у сложеној фантастичној игри и креће у идентификацију серијског убице у успону са смртоносном опседнутошћу легендом о Артуру. |                    |                             |                     |                              |                     |           |                             |